# Парламентские выборы в Монако (2013)
Парламентские выборы в Монако прошли 10 февраля 2013 года. На них на пятилетний срок были избраны 24 депутата депутаты однопалатного парламента страны Национального совета. Оппозиционная коалиция Горизонт Монако убедительно победила правящий альянс Союз за Монако, получив 20 мест.

## Избирательная система
Каждый избиратель голосует либо за партийный список, либо за кандидатов из нескольких списков (панаширование) за 24 места. Избираются 16 кандидатов, получивших наибольшее число голосов. Остальные места распределяются в соответствии с пропорциональным представительством между партиями, которые прошли 5 % барьер.

## Кампания
В выборах участвовали две коалиции Горизонт Монако и Союз за Монако, а также партия Возрождение. Всего было представлено 74 кандидата.. По приглашению посла Монако при ОБСЕ наблюдение за выборами осуществлял представитель от Польши Конрад Ольшевски.

## Выборы
В день голосования для увеличения явки избирателей автобусы и автомобильные парковки были бесплатными. Перед единственным избирательным участком был установлен 18-метровый экран, показывавший результаты выборов.

## Результаты
| Партия                                                                                  | Голоса | %       | Количество мест | Изменение |
| --------------------------------------------------------------------------------------- | ------ | ------- | --------------- | --------- |
| Коалиция Горизонт Монако                                                                | 56 472 | 50,34 % | 20              | +15 ▲     |
| Коалиция Союз за Монако                                                                 | 43 743 | 38,99 % | 3               | -11 ▼     |
| Возрождение                                                                             | 11 964 | 10,67 % | 1               | +1 ▲      |
| Недействительных бюллетеней                                                             | 159    | —       | —               | —         |
| Пустых бюллетеней                                                                       | 63     | —       | —               | —         |
| Всего                                                                                   | 5088   | 100,0   | 24              | —         |
| Зарегистрированных избирателей/Явка                                                     | 6824   | 74,55   | —               | —         |
| Источник: Résultats des élections 2013 Архивная копия от 16 мая 2013 на Wayback Machine |        |         |                 |           |